# Barringtonia longisepala
Barringtonia longisepala là một loài thực vật có hoa trong họ Lecythidaceae. Loài này được Payens mô tả khoa học đầu tiên năm 1967.